# Paroedura stumpffi
Paroedura stumpffi (Boettger, 1879) è un sauro della famiglia Gekkonidae, endemico del Madagascar.

## Distribuzione e habitat
L'areale della specie si estende nelle aree costiere del Madagascar nord-occidentale, ad altitudini comprese tra 40 e 200 m s.l.m..